# Chiloglanis
Chiloglanis (Хілогланіс) — рід сомоподібних риб родини пір'ястих сомів ряду. Має 53 види. Наукова назва походить від грецьких слів cheilos, тобто «губа», та glanis — «сом». Інша назва «пороговий сом».

## Опис
Загальна довжина представників цього роду коливається від 3 до 7 см. Голова широка, сильно сплощена зверху. Очі невеличкі, розташовані зверху, неподалік одне від одного. Губи з сосочками та 3 пари пір'яподібних вусиків (у видів різна довжина) утворюють своєрідну присоску. Зуби розташовані у 3—4 рядки, зазвичай на нижній щелепі вони широкі, на верхній — звужені. Нижня щелепа зігнута й рухлива. Тулуб подовжений, кремезний або гладкий, позбавлений луски. Плавальний міхур невеличкий, оточений подовженими відростками. Хвостове стебло переважно коротке. Спинний плавець невеличкий, з розгалуженими променями та 1 шипом. Жировий плавець довгий або середньої довжини. Грудні плавці звужені. Черевні плавці короткі та широкі. Анальний плавець витягнутий донизу, може бути більшим за черевні плавці. Хвостовий плавець добре розвинений, з виїмкою. Анальний і хвостовий плавці у самців більші, ніж у самиць.
Забарвлення коричневе, чорне або піщане з різними відтінками. По основному тлу в низки видів проходять широкі темні контрастні поперечні смуги або білі плямочки, що розташовані довільно. Черево зазвичай біле або кремове, також зустрічається рожеве чи помаранчево-рожеве.

## Спосіб життя
Це бентопелагічні риби. Віддають перевагу кам'янистим швидким рікам або невеличким водоспадам і порогам, зазвичай на висоті 600—1200 метрів над рівнем моря. На швидкій течії рибам допомагає утримуватися добре розвинена присоска. Активні переважно у присмерку. Переважно живляться одноденками та їхніми личинками, м'якунами, рідше м'якими водоростями. Здобич всмоктують ротом.

## Розповсюдження
Мешкають у західній, екваторіальній та південній Африці. Також присутні в долині річки Ніл.

## Види
- Chiloglanis angolensis
- Chiloglanis anoterus
- Chiloglanis asymetricaudalis
- Chiloglanis batesii
- Chiloglanis benuensis
- Chiloglanis bifurcus
- Chiloglanis brevibarbis
- Chiloglanis cameronensis
- Chiloglanis carnosus
- Chiloglanis congicus
- Chiloglanis deckenii
- Chiloglanis devosi
- Chiloglanis disneyi
- Chiloglanis elisabethianus
- Chiloglanis emarginatus
- Chiloglanis fasciatus
- Chiloglanis frodobagginsi
- Chiloglanis harbinger
- Chiloglanis igamba
- Chiloglanis kalambo
- Chiloglanis kazumbei
- Chiloglanis kerioensis
- Chiloglanis lamottei
- Chiloglanis lufirae
- Chiloglanis lukugae
- Chiloglanis macropterus
- Chiloglanis marlieri
- Chiloglanis mbozi
- Chiloglanis micropogon
- Chiloglanis microps
- Chiloglanis modjensis
- Chiloglanis msirii
- Chiloglanis neumanni
- Chiloglanis niger
- Chiloglanis niloticus
- Chiloglanis normani
- Chiloglanis occidentalis
- Chiloglanis orthodontus
- Chiloglanis paratus
- Chiloglanis pojeri
- Chiloglanis polyodon
- Chiloglanis polypogon
- Chiloglanis pretoriae
- Chiloglanis productus
- Chiloglanis reticulatus
- Chiloglanis rukwaensis
- Chiloglanis ruziziensis
- Chiloglanis sanagaensis
- Chiloglanis sardinhai
- Chiloglanis somereni
- Chiloglanis swierstrai
- Chiloglanis trilobatus
- Chiloglanis voltae